# Jodie Whittaker
Jodie Auckland Whittaker (Skelmanthorpe, 17 de junio de 1982) es una actriz británica de cine y televisión. Fue vista por primera vez en la película Venus (2006). Desde entonces ha aparecido en películas como St Trinian's (2007), Good (2008), St Trinian's 2 (2009) y Attack the Block (2011). También ha aparecido en televisión, en series como Tess, la de los d'Urberville (2008), Bajo escucha (2008), Cranford (2009), Marchlands (2011) y Broadchurch (2013).
A partir de 2018 interpreta al Decimotercer Doctor en la serie británica Doctor Who.

## Carrera
Whittaker hizo su debut profesional en The Storm en el teatro The Globe en 2005. Desde entonces ha trabajado en películas, televisión, radio y teatro. En 2007 hizo un pequeño trabajo mientras Carey Mulligan estaba enferma, en la producción de La gaviota, y apareció en el acto de recaudación de fondos en el teatro Almeida.
En su primer papel importante, coprotagonizó a Jessie (también conocida como Venus) con Peter O'Toole y Leslie Phillips en la película Venus.
Las apariciones en la radio de Jodie Whittaker incluyen una adaptación de Blinded by the Sun de Stephen Poliakoff, que también protagonizó Harriet Walter, y Alex Jennings como Lydia Bennett en Unseen Austen en el drama original de Judith French.
En 2009 trabajó en la película Ollie Kepler's Expanding Purple World, el drama Royal Wedding y el corto Wish 143, el cual fue nominado para los premios Academy Award for Live Action Short Film en los 83.os premios Óscar. En 2010, apareció en la película The Kid y coprotagonizó Accused, que se estrenó el 6 de diciembre de 2010.
Whittaker apareció en la película de Ian Fitzgibbon Perrier's Bounty, junto con Cillian Murphy y Jim Broadbent.
En 2011, apareció como Viv en la adaptación de la BBC de la novela de Sarah Waters The Night Watch y en Attack the Block. En 2012 apareció en la película Good Vibrations, la cual fue lanzada en el Reino Unido en marzo de 2013.
Entre marzo y abril de 2013, Whittaker tuvo un papel en Broadchurch.
En julio de 2017 fue confirmada como la primera doctor femenina de la serie británica Doctor Who, en el papel del Decimotercer Doctor.

## Vida personal
Whittaker nació en la localidad de Skelmanthorpe, en Yorkshire. Se formó en la Escuela Guildhall de Música y Drama, de la cual se graduó en 2005 con la medalla de oro en actuación. Está casada con el actor estadounidense Christian Contreras desde 2008. En abril de 2015 nació su primera hija. En febrero de 2022 anunció que estaba esperando su segundo hijo. En mayo de ese año se hizo público su nacimiento.

## Filmografía
| Año  | Título                                            | Personaje                   | Notas |
| ---- | ------------------------------------------------- | --------------------------- | --- |
| 2006 | Venus                                             | Jessie                      | Nominada—ALFS Award for British Newcomer of the Year Nominada—British Independent Film Award for Most Promising Newcomer (On Screen) Nominada—Satellite Award for Best Actress in a Motion Picture, Comedy or Musical |
| 2007 | This Life + 10                                    | Clare                       | Película |
| 2007 | St Trinian's                                      | Beverly                     | |
| 2007 | Gossip Girl                                       | Oficial de policía          | |
| 2008 | Good                                              | Anne                        | |
| 2008 | The Shooting of Thomas Hurndall                   | Sophie                      | Película |
| 2008 | Consuming Passion                                 | Mary Boon                   | Película |
| 2009 | Mr. Dorothy                                       | Esposa de Mitch (dobladora) | Cortometraje |
| 2009 | Svengali                                          | Ellie the Barmaid           | Película |
| 2009 | White Wedding                                     | Rose                        | |
| 2009 | Swansong: Story of Occi Byrne                     | Bridget Byrne               | |
| 2009 | Roar                                              | Eva                         | Cortometraje |
| 2009 | Perrier's Bounty                                  | Brenda                      | |
| 2009 | Wish 143                                          | Maggie                      | Cortometraje |
| 2009 | St Trinian's 2: The Legend of Fritton's Gold      | Beverly                     | |
| 2010 | The Kid                                           | Jackie                      | |
| 2010 | Royal Wedding                                     | Linda Caddock               | Película |
| 2010 | Ollie Kepler's Expanding Purple World             | Noreen Stokes               | |
| 2011 | Hello Carter                                      | Susie                       | Cortometraje |
| 2011 | Two Minutes                                       | Juliette                    | Cortometraje |
| 2011 | The Oscar Nominated Short Films 2011: Live Action | Maggie                      | |
| 2011 | Attack the Block                                  | Sam                         | |
| 2011 | The Night Watch                                   | Vivian Pearce               | Película |
| 2011 | One Day                                           | Tilly                       | |
| 2011 | A Thousand Kisses Deep                            | Mia Selva                   | |
| 2012 | Smoke                                             |                             | Cortometraje |
| 2012 | Good Vibrations                                   | Ruth                        | |
| 2012 | Ashes                                             |                             | |
| 2012 | Dust                                              | Mamá de Jessica             | Cortometraje |
| 2013 | Hello Carter                                      |                             | |
| 2018 | Journeyman                                        | Emma Burton                 | |

| Año       | Título                    | Personaje           | Notas                                                        |
| --------- | ------------------------- | ------------------- | ------------------------------------------------------------ |
| 2006      | The Afternoon Play        | Sam                 | Episodio: "The Last Will and Testament of Billy Two-Sheds"   |
| 2006      | Doctors                   | Louise Clancy       | Episodio: "Ignorance Is Bliss"                               |
| 2006      | Dalziel and Pascoe        | Kirsty Richards     | Episodios: "Fallen Angel: Part 1", "Fallen Angel: Part 2"    |
| 2008      | Tess of the D'Urbervilles | Izzy Huett          | TV miniserie                                                 |
| 2008      | Wired                     | Louise Evans        | TV miniserie                                                 |
| 2009      | Return to Cranford        | Peggy Bell          | Episodios: "Part one: August 1844", "Part Two: October 1844" |
| 2010      | Accused                   | Emma Croft          | Episodio: "Liam's Story"                                     |
| 2011      | Marchlands                | Ruth Bowen          | Protagonista                                                 |
| 2011      | Black Mirror              | Ffion               | Episodio: "The Entire History of You"                        |
| 2013–2017 | Broadchurch               | Beth Latimer        | Protagonista                                                 |
| 2018-2022 | Doctor Who                | Decimotercer Doctor | Protagonista                                                 |

| Año  | Título             | Personaje     | Lugar               |
| ---- | ------------------ | ------------- | ------------------- |
| 2005 | The Storm          | Ampelisca     | Shakespeare's Globe |
| 2006 | Enemies            | Nadya         | Teatro Almeida      |
| 2007 | A Gaggle of Saints | Sue           | Estudios Trafalgar  |
| 2007 | Awake and Sing!    | Hennie        | Teatro Almeida      |
| 2008 | Blinded by the Sun | Joanna        | BBC Radio 4         |
| 2008 | Unseen Austen      | Lydia Bennett | BBC Radio 4         |
| 2012 | Antigone           | Antigone      | Teatro Nacional     |